# Llei penal en blanc
A Espanya s'anomena "llei penal en blanc" aquella llei penal que remet la determinació del seu contingut a una norma de rang inferior.
Alguns exemples de lleis penals en blanc:
- Art. 334 CP
- Art. 361 CP
- Art. 380 CP

## Constitucionalitat
El Tribunal Constitucional admet les lleis penals en blanc si segueixen els requisits estipulats a la STC 127/1990:
1. La remissió normativa ha de ser expressa.
2. Justificació per raó del bé jurídic protegit per la norma penal.
3. La llei penal ha d'especificar la pena (és a dir, la llei penal que es considera llei penal en blanc).
4. La llei penal en qüestió ha de contenir el nucli essencial de la prohibició per a satisfer l'exigència de certesa.

## Competències de les Comunitats Autònomes
Les Comunitats Autònomes tenen competència penal a través de les lleis penals en blanc, però la STC 120/1998 estableix uns límits: la normativa de la Comunitat Autònoma no pot ser molt diferent quant a la finalitat perseguida respecte al règim jurídic aplicable a la resta de parts del territori.